# Naoya Kondo
Naoya Kondo (近藤 直也, Kondo Naoya) est un footballeur japonais né le 3 octobre 1983.